# Сексуальна плинність
Сексуа́льна пли́нність — теорія про здатність сексуальності чи сексуальної орієнтації змінюватися. Сексуальна орієнтація стабільна та незмінна у переважної більшості людей, але деякі дослідники вказують, що певні люди можуть зазнати змін у своїй сексуальній орієнтації протягом життя, і це більш імовірно для жінок, ніж для чоловіків. Проте немає наукових доказів того, що сексуальну орієнтацію можна змінити за допомогою психотерапії. Науковий консенсус полягає в тому, що сексуальна орієнтація — це не вибір. Використання терміна сексуальна плинність приписується Лізі М. Даймонд, особливо стосовно жіночої сексуальності.
Не існує єдиної думки щодо точних причин розвитку сексуальної орієнтації, але генетичні, гормональні, соціальні та культурні впливи досліджувались. Хоча жодна теорія про причини сексуальної орієнтації ще не одержала широкої підтримки, вчені віддають перевагу біологічно обґрунтованим теоріям. Дослідження протягом кількох десятиліть показали, що сексуальна орієнтація може бути в будь-якій точці континууму — від виняткового потягу до протилежної статі до виняткового потягу до людей власної статі. Результати широкомасштабного дослідження Савін-Вільямс, Джойнер та Рігер (2012) показали, що стабільність ідентичності сексуальної орієнтації протягом 6 років траплялася частіше, ніж зміна, і що стабільність була найбільшою серед чоловіків та тих, хто ідентифікує себе гетеросексуальними. 
Проте ідентичності все ж відбувається, і переважна більшість досліджень вказує на те, що жіноча сексуальність є більш плинною, ніж чоловіча. Це можна пояснити вищою еротичною пластичністю жінок або соціокультурними факторами, які соціалізують жінок, щоб вони були відкритішими до змін. Через гендерні відмінності в стабільності чоловіча та жіноча сексуальність не трактуються як однакові механізми. Вчені продовжують аналізувати сексуальну плинність, щоб краще визначити її зв'язок із підгрупами сексуальної орієнтації (тобто бісексуалами, лесбійками, геями). Сексуальна ідентичність може змінюватися протягом життя людини, і відповідати або не відповідати біологічній статі, сексуальній поведінці чи фактичній сексуальній орієнтації.

## Передумови
Часто сексуальну орієнтацію та гендерну ідентичність не розрізняють, що може вплинути на точну оцінку сексуальної ідентичності та на те, чи здатна сексуальна орієнтація змінитися чи ні; ідентичність сексуальної орієнтації може змінюватися протягом життя людини і може відповідати або не відповідати біологічній статі, сексуальній поведінці чи фактичній сексуальній орієнтації. У той час як Центр наркоманії та психічного здоров'я та Американська психіатрична асоціація заявляють, що сексуальна орієнтація є вродженою, безперервною або фіксованою протягом усього життя для одних людей, але є рідкою або змінюється з часом для інших, Американська психологічна асоціація розрізняє сексуальну орієнтацією (вроджена привабливість) та сексуальну орієнтацію (яка може змінитися в будь-який момент життя людини). Вчені та фахівці з психічного здоров'я, як правило, не вважають, що сексуальна орієнтація — вибір.
Американська психологічна асоціація заявляє, що «сексуальна орієнтація — це не вибір, який можна змінити за бажанням, і що сексуальна орієнтація, швидше за все, є результатом складної взаємодії факторів навколишнього середовища, когнітивних та біологічних факторів… формується в ранньому віці. .. [і факти свідчать], що біологічні, включаючи генетичні або вроджені гормональні фактори, відіграють значну роль у сексуальності людини». Американська психіатрична асоціація заявляє, що люди можуть «усвідомлювати в різні моменти свого життя, що вони гетеросексуали, геї, лесбійки або бісексуали» і «виступає проти будь-якого психіатричного лікування, такого як „репаративна“ або „конверсійна терапія“, яка базується на припущенні, що гомосексуальність сама по собі є психічним розладом, або заснований на попередньому припущенні, що пацієнт повинен змінити свою гомосексуальну орієнтацію». Однак вони заохочують афірмативну психотерапію геїв.
У першому десятилітті 2000-х років психологиня Ліза М. Даймонд протягом декількох років вивчала 80 негетеросексуальних жінок. Вона виявила, що в цій групі зміни в сексуальній ідентичності були загальними, хоча вони, як правило, були між сусідніми категоріями ідентичності (наприклад, «лесбійка» та «бісексуалка»). Деякі зміни у статевих почуттях, про які зазначали піддослідні, відбулися серед багатьох жінок, але вони були незначними, у середньому становили лише 1 бал за шкалою Кінсі. Діапазон потенційних привабливостей жінок був обмежений їх сексуальною орієнтацією, але сексуальна плинність дозволяла рух у межах цього діапазону. :56
У своїй книзі «Сексуальна плинність», яка була нагороджена нагородою «Відмінна книга за висвітлення питання лесбійок, геїв, бісексуалів та трансгендерів» 2009 року підрозділом 44 Американської психологічної асоціації, Даймонд говорить про жіночу сексуальність та намагається вийти за рамки мови «фаз» та «заперечення», стверджуючи, що традиційні позначення сексуального потягу є недостатніми. Для деяких із 100 негетеросексуальних жінок, за якими вона стежила у своєму дослідженні протягом 10 років, слово бісексуальність насправді виражало різнобічний характер їхньої сексуальності. Даймонд закликає «до розширеного розуміння одностатевої сексуальності».
Даймонд, переглядаючи дослідження щодо сексуальних ідентичностей жінок-лесбійок і бісексуалів, заявила, що дослідження виявляють «зміни та плинність в одностатевій сексуальності, що суперечать традиційним моделям сексуальної орієнтації як фіксовану та рівномірно розвиваючу ознаку». Вона припустила, що сексуальна орієнтація — явище, більш пов'язане з жіночою негетеросексуальною сексуальністю, зазначивши: тоді як сексуальна орієнтація у чоловіків діє як стабільний еротичний «компас», що надійно спрямовує сексуальне збудження та мотивацію до однієї чи іншої статі, сексуальної орієнтації у жінок, здається, не функціонує таким чином…

## Біологія та стабільність
Конверсійна терапія (спроби змінити сексуальну орієнтацію) рідко буває успішною. У дослідженні Макчіо (2011) взяли участь 37 колишніх учасників конверсійної терапії (62,2 % були чоловіками) різного культурного та релігійного походження, які в даний час або раніше були ідентифіковані як лесбійки, геї чи бісексуали. Результати показали, що не було статистично значущих зрушень у статевій орієнтації до та після лікування. На наступних сеансах кілька змін у сексуальній орієнтації, які відбулися після терапії, не були тривалими.
Подальша підтримка біологічного походження сексуальної орієнтації полягає в тому, що нетипова поведінка в дитинстві (тобто, хлопчик, який грається в ляльки), здається, передбачає гомосексуальність у зрілому віці. Поздовжнє дослідження Drummond et al. (2008) розглядали поведінку молодих дівчат з гендерною дисфорією (вагомий приклад гендерної атипової поведінки) і виявили, що більшість із цих дівчат коли виросли, визнали себе бісексуалками або лесбійками. Багато ретроспективних досліджень, що вивчають поведінку в дитинстві, критикують за можливі помилки; тож у дослідженні Rieger, Linsenmeier, Gygax та Bailey (2008) використовували домашні відеозаписи для дослідження взаємозв'язку між поведінкою в дитинстві та сексуальною орієнтацією дорослих. Результати цього дослідження підтверджують біологічний причинно-наслідковий зв'язок, але також розглядається розуміння того, як культурні припущення щодо сексуальності можуть вплинути на формування сексуальної ідентичності.
Існують вагомі докази взаємозв'язку між порядком народження братів та сексуальною орієнтацією чоловіків, було проведено біологічне дослідження для вивчення потенційних біологічних детермінант сексуальної орієнтації у чоловіків та жінок. Одна теорія — це теорія співвідношення другого і четвертого пальців (2D: 4D). Деякі дослідження виявили, що у гетеросексуальних жінок співвідношення 2D:4D було вищим, ніж у лесбійок, але різниці між гетеросексуалами та геями не виявлено. Близнюкові та сімейні дослідження також виявили генетичний вплив.

## Зміни в сексуальності

### Бісексуальність як перехідна фаза
Бісексуальність як перехідна фаза на шляху до ідентифікації як виключно лесбійок або геїв також вивчалася. У широкомасштабному лонгітюдному дослідженні учасники, які визначили себе бісексуалами в певний момент часу, особливо ймовірно змінювали ідентичність сексуальної орієнтації протягом шестирічного дослідження. Друге поздовжнє дослідження виявило суперечливі результати. Якщо бісексуальність є перехідною фазою, у міру того, як люди старіють, кількість тих, хто визначає себе як бісексуалів, повинна зменшуватися. Протягом 10-річного періоду цього дослідження (з використанням вибірки лише для жінок) загальна кількість осіб, які ідентифікуються як бісексуалки, залишалася відносно постійною (коливаючись від 50 до 60 %), що свідчить про те, що бісексуальність — це третя орієнтація, відмінна від гомосексуальності та гетеросексуальності і може бути стабільною. Третє поздовжнє дослідження Кінніша, Страссберга та Тернера (2005) підтримує цю теорію.
Бісексуальність залишається «недослідженою».

## Культурна дискусія
Дослідження сексуальної плинності, ініційоване Лізою М. Даймонд, створило культурний виклик для ЛГБТ±спільноти; це пов'язано з тим, що хоча дослідники зазвичай підкреслюють, що зміни сексуальної орієнтації малоймовірні, незважаючи на спроби конверсійної терапії, сексуальна ідентичність може змінюватися з часом. Те, що сексуальна орієнтація не завжди стабільна, кидає виклик тим, які вважають, що сексуальна орієнтація є фіксованою та незмінною.